# ロンドン・シティ・ギルド協会
ロンドン・シティ・ギルド協会（ロンドン・シティ・ギルドきょうかい、英: City and Guilds of London Institute, City & Guilds）は、イギリスの職業教育機関である。協会は、世界81ヶ国において8500のカレッジと訓練施設を通じて、あらゆる産業セクターにて500以上の職業資格認証を行っている。毎年200万人が協会の認定を受けており、それは基礎レベルから高度専門職業人レベルまでわたっている。
協会は1878年11月11日にシティ・オブ・ロンドンと16のリヴァリ・カンパニーにおいて、伝統的な現場子弟制度の保護のため設立された。1900年からは国家による職業資格教育制度として、ヴィクトリア女王により勅許 (RC117) を与えられ、後にプリンス・オブ・ウェールズとなるエドワード7世が初代の協会代表に就任した。
現在の協会は認定慈善団体であり、2011年6月より代表にはアン王女がエディンバラ公フィリップの後任として就任している。

## 発行する資格の一覧
協会の発行する資格は、分野と段階に区分され、それらの合計は4000資格を超える。他種類（たとえばNVQ）とのレベル互換性は国家資格フレームワーク（NQF）にて示されている。
段階
- レベル1-7、および入門（Entry）1-3

分野
- Beauty and Complementary Therapies - 14種類
- Building Services Industry - 39種類
- Built Environment Services - 21種類
- Business Skills - 64種類
- Children - 20種類
- Construction - 59種類
- Creative - 17種類
- Engineering - 26種類
- Hairdressing - 11種類
- Health and Social Care - 52種類
- Hospitality and Catering - 31種類
- International English - 4種類
- IT - 24種類
- Justice - 16種類
- Land Based Services - 52種類
- Learning - 21種類
- Logistics - 10種類
- Manufacturing Industry - 18種類
- Media and Photography - 9種類
- Oil and Gas - 4種類
- Professional Recognition Awards - 1種類
- Retail and Warehousing - 11種類
- Security Industry - 14種類
- Skills for Work and Life - 24種類
- Sport and Recreation - 15種類
- Transport Maintenance - 23種類
- Travel, Tourism and Aviation - 15種類
- Utilities - 18種類